# Ginástica artística nos Jogos Pan-Americanos de 2015 - Individual geral masculino
A competição do individual geral masculino foi um dos eventos da ginástica artística nos Jogos Pan-Americanos de 2015. Foi disputada no Toronto Coliseum entre os dias 11 e 13 de julho. 

## Calendário
Horário local (UTC-4).
| Data        | Horário | Fase         |
| ----------- | ------- | ------------ |
| 11 de julho | 14:30   | Qualificação |
| 13 de julho | 12:45   | Final        |

## Medalhistas
| Ouro   | USA Samuel Mikulak   |
| Prata  | CUB Manrique Larduet |
| Bronze | COL Jossimar Calvo   |

## Resultados

### Qualificação
| Pos. | Ginasta                      | Solo   | Cavalo com alças | Argolas | Salto sobre a mesa | Barras paralelas | Barra fixa | Total  | Notas |
| ---- | ---------------------------- | ------ | ---------------- | ------- | ------------------ | ---------------- | ---------- | ------ | ----- |
| 1    | CUB Manrique Larduet         | 15.150 | 13.850           | 15.400  | 15.200             | 15.60            | 15.050     | 90.250 | Q     |
| 2    | USA Samuel Mikulak           | 15.000 | 14.850           | 14.750  | 14.600             | 15.500           | 15.100     | 89.850 | Q     |
| 3    | COL Jossimar Calvo Moreno    | 13.850 | 14.450           | 14.700  | 14.600             | 15.700           | 15.450     | 88.750 | Q     |
| 4    | USA Donnell Whittenburg      | 14.900 | 14.150           | 15.450  | 14.900             | 14.900           | 13.400     | 87.700 | Q     |
| 5    | BRA Caio Souza               | 13.650 | 13.750           | 14.600  | 15.200             | 15.450           | 14.500     | 87.200 | Q     |
| 6    | MEX Daniel Corral            | 14.300 | 15.200           | 14.950  | 13.700             | 15.000           | 13.400     | 86.550 | Q     |
| 7    | BRA Lucas Bitencourt         | 12.650 | 14.300           | 14.650  | 15.050             | 13.900           | 14.700     | 85.250 | Q     |
| 8    | CAN René Cournoyer           | 13.300 | 14.550           | 14.200  | 14.350             | 14.200           | 14.050     | 84.650 | Q     |
| 9    | CUB Randy Leru               | 13.000 | 12.350           | 14.300  | 14.800             | 14.500           | 14.900     | 83.850 | Q     |
| 10   | CAN Hugh Smith               | 13.600 | 14.150           | 14.350  | 14.800             | 14.150           | 11.800     | 82.850 | Q     |
| 11   | PUR Angel Ramos              | 14.050 | 11.650           | 13.450  | 14.300             | 13.850           | 14.600     | 81.900 | Q     |
| 12   | MEX Javier Cervantes         | 12.450 | 12.650           | 14.200  | 14.750             | 13.850           | 13.550     | 81.450 | Q     |
| 13   | CHI Christian Bruno          | 13.700 | 12.150           | 13.750  | 14.550             | 13.050           | 13.850     | 81.050 | Q     |
| 14   | ARG Nicolas Cordoba          | 13.800 | 12.950           | 12.950  | 13.450             | 13.550           | 14.100     | 80.800 | Q     |
| 15   | ARG Federico Molinari        | 13.500 | 11.100           | 15.150  | 14.350             | 13.200           | 12.800     | 80.100 | Q     |
| 16   | ARG Osvaldo Martinez         | 13.450 | 11.650           | 12.500  | 13.550             | 14.550           | 13.850     | 79.550 |       |
| 17   | VEN Jostyn Fuenmayor         | 12.500 | 12.250           | 13.900  | 13.950             | 13.850           | 12.500     | 78.950 | Q     |
| 18   | GUA Jorge Vega Lopez         | 14.850 | 10.850           | 13.300  | 14.400             | 13.150           | 12.250     | 78.800 | Q     |
| 19   | ECU Daniel Gomez Barreno     | 11.500 | 12.100           | 12.700  | 14.050             | 13.900           | 14.300     | 78.550 | Q     |
| 20   | CHI Joel Alvarez             | 13.650 | 9.450            | 13.500  | 13.550             | 13.700           | 13.700     | 77.550 | Q     |
| 21   | VEN Junior Rojo Mendoza      | 11.600 | 11.850           | 12.350  | 13.900             | 14.050           | 13.650     | 77.400 | Q     |
| 22   | CRC Tarik Soto Byfield       | 12.700 | 12.900           | 12.800  | 14.600             | 12.000           | 11.700     | 76.700 | Q     |
| 23   | PER Daniel Aguero Barrera    | 14.200 | 12.350           | 10.900  | 13.750             | 12.500           | 11.850     | 75.550 | Q     |
| 24   | URU Cristhian Meneses        | 12.850 | 10.350           | 12.950  | 13.900             | 12.700           | 11.250     | 74.000 | Q     |
| 25   | PER Mauricio Gallegos        | 11.550 | 13.450           | 12.600  | 13.650             | 10.550           | 11.700     | 73.500 | Q     |
| 26   | CAN Kevin Lytwyn             | 14.500 |                  | 14.950  | 13.700             | 14.650           | 15.300     | 73.100 |       |
| 27   | BRA Arthur Mariano           | 14.250 | 14.300           |         | 15.100             | 14.350           | 15.000     | 73.000 |       |
| 28   | ESA Pablo Velasquez          | 12.200 | 12.300           | 12.300  | 12.900             | 11.350           | 10.850     | 71.900 | R     |
| 29   | COL Jorge Giraldo Lopez      |        | 14.600           | 14.250  | 13.100             | 15.300           | 14.400     | 71.650 |       |
| 30   | COL Jhonny Munoz Perez       | 13.150 | 13.900           |         | 13.500             | 14.550           | 14.000     | 69.100 |       |
| 31   | PUR Tristian Perez           | 13.900 | 12.350           |         | 14.650             | 13.250           | 14.150     | 68.300 |       |
| 32   | BOL Marco Riveros            | 11.400 | 10.050           | 10.500  | 12.650             | 12.400           | 11.150     | 68.150 | R     |
| 33   | PAN Kevin Espinosa           | 12.500 | 11.750           | 9.300   | 12.650             | 11.350           | 10.550     | 68.100 | R     |
| 34   | VEN Jose Fuentes             |        | 14.200           | 13.150  | 12.800             | 14.100           | 12.150     | 66.400 |       |
| 35   | PUR Alexis Torres            |        | 10.550           | 15.050  | 13.950             | 12.800           | 12.750     | 65.100 |       |
| 36   | CUB Sandro Perez             | 12.800 |                  | 12.950  | 14.400             | 13.550           | 11.400     | 65.100 |       |
| 37   | COL Carlos Calvo Agudelo     | 10.500 | 14.250           | 13.300  |                    | 13.650           | 13.350     | 65.050 |       |
| 38   | MEX Rodolfo Bonilla Ruiz     | 12.850 | 9.850            |         | 13.200             | 14.000           | 12.550     | 62.450 |       |
| 39   | USA Paul Ruggeri             | 14.750 |                  |         | 14.900             | 13.750           | 15.400     | 58.800 |       |
| 40   | BRA Francisco Barreto Júnior |        | 14.450           | 14.350  |                    | 14.750           | 14.150     | 57.700 |       |
| 41   | USA Marvin Kimble            |        | 15.050           | 13.050  |                    | 14.500           | 14.450     | 57.050 |       |
| 42   | MEX Kevin Cerda Gastelum     | 14.450 |                  | 13.550  | 14.350             |                  | 14.650     | 57.000 |       |
| 43   | USA Steven Legendre          | 13.750 | 13.200           | 14.550  | 14.550             |                  |            | 56.050 |       |
| 44   | CUB Rafael Rosendi           |        | 10.950           | 14.300  |                    | 14.250           | 14.600     | 54.100 |       |
| 45   | PUR Rafael Morales Casado    | 14.100 | 11.850           | 13.600  | 14.150             |                  |            | 53.700 |       |
| 46   | BRA Arthur Zanetti           | 13.900 |                  | 15.800  | 14.750             |                  |            | 44.450 |       |
| 47   | CAN Scott Morgan             | 14.050 |                  | 14.950  | 14.950             |                  |            | 43.950 |       |
| 48   | COL Didier Lugo Sichaca      | 13.100 |                  | 15.000  | 14.450             |                  |            | 42.550 |       |
| 49   | DOM Audrys Nin Reyes         | 13.100 |                  |         | 13.800             |                  | 14.650     | 41.550 |       |
| 50   | PUR Tommy Ramos Nin          |        |                  | 15.400  |                    | 13.000           | 13.050     | 41.450 |       |
| 51   | CAN Ken Ikeda                |        | 12.950           |         |                    | 14.200           | 13.800     | 40.950 |       |
| 52   | MEX Javier Balboa Gonzalez   |        | 12.100           | 14.750  |                    | 14.000           |            | 40.850 |       |
| 53   | CHI Bastian Salazar          |        |                  | 12.700  | 14.750             |                  |            | 27.450 |       |
| 54   | CHI Juan Pablo Gonzalez      |        |                  |         | 14.150             |                  | 12.350     | 26.500 |       |
| 55   | CUB Alberto Leyva            | 0.000  | 10.650           |         | 15.250             |                  |            | 25.900 |       |
| 56   | TTO William Albert           |        |                  | 13.050  |                    |                  |            | 13.050 |       |

### Final
| Pos.              | Ginasta                   | Solo   | Cavalo com alças | Argolas | Salto sobre a mesa | Barras paralelas | Barra fixa | Total  | Notas |
| ----------------- | ------------------------- | ------ | ---------------- | ------- | ------------------ | ---------------- | ---------- | ------ | ----- |
| Medalha de ouro   | USA Samuel Mikulak        | 14.850 | 14.250           | 15.000  | 14.950             | 15.800           | 14.800     | 89.650 |       |
| Medalha de prata  | CUB Manrique Larduet      | 14.500 | 13.450           | 15.400  | 15.350             | 15.750           | 15.150     | 89.600 |       |
| Medalha de bronze | COL Jossimar Calvo        | 14.450 | 14.100           | 14.700  | 14.500             | 15.900           | 15.750     | 89.400 |       |
| 4                 | BRA Caio Souza            | 14.950 | 14.400           | 14.600  | 15.000             | 15.250           | 14.650     | 88.850 |       |
| 5                 | MEX Daniel Corral Barron  | 14.450 | 13.850           | 15.000  | 14.650             | 15.100           | 13.750     | 86.800 |       |
| 6                 | USA Donnell Whittenburg   | 14.700 | 13.350           | 15.650  | 15.000             | 15.500           | 12.550     | 86.750 |       |
| 7                 | CAN Hugh Smith            | 14.050 | 14.250           | 13.750  | 15.000             | 14.250           | 13.600     | 84.900 |       |
| 8                 | CUB Randy Leru            | 14.200 | 12.900           | 14.200  | 14.600             | 14.600           | 13.250     | 83.750 |       |
| 9                 | BRA Lucas Bitencourt      | 12.850 | 14.350           | 14.350  | 14.900             | 13.650           | 12.650     | 82.750 |       |
| 10                | ECU Daniel Gomez Barreno  | 12.900 | 13.350           | 13.900  | 14.250             | 14.050           | 13.600     | 82.050 |       |
| 11                | CAN René Cournoyer        | 13.300 | 12.500           | 14.400  | 13.800             | 14.000           | 13.200     | 81.200 |       |
| 12                | VEN Junior Rojo Mendoza   | 13.300 | 13.100           | 13.000  | 14.800             | 13.750           | 13.200     | 81.150 |       |
| 13                | CRC Tarik Soto Byfield    | 13.700 | 13.250           | 11.900  | 14.750             | 13.300           | 13.650     | 80.550 |       |
| 14                | GUA Jorge Vega Lopez      | 14.900 | 11.000           | 13.400  | 15.350             | 13.150           | 12.400     | 80.200 |       |
| 15                | CHI Christian Bruno       | 13.450 | 10.700           | 13.550  | 14.300             | 12.700           | 14.000     | 78.700 |       |
| 16                | VEN Jostyn Fuenmayor      | 12.900 | 12.500           | 13.450  | 13.850             | 13.850           | 11.400     | 77.950 |       |
| 17                | PER Daniel Aguero Barrera | 12.600 | 12.300           | 11.850  | 14.300             | 12.300           | 12.900     | 76.250 |       |
| 18                | CHI Joel Alvarez          | 13.100 | 11.150           | 13.500  | 13.700             | 10.400           | 13.950     | 75.800 |       |
| 19                | PER Mauricio Gallegos     | 11.600 | 12.850           | 12.200  | 12.650             | 11.350           | 12.850     | 73.500 |       |
| 20                | ESA Pablo Velasquez       | 12.400 | 12.150           | 11.400  | 13.850             | 11.150           | 10.950     | 71.900 |       |
| 21                | URU Cristhian Meneses     | 11.550 | 9.650            | 12.550  | 14.150             | 10.600           | 12.000     | 70.500 |       |
| 22                | MEX Javier Cervantes      |        | 11.750           | 13.500  | 13.600             | 13.600           | 13.400     | 65.850 |       |
| 23                | PUR Angel Ramos           |        | 11.500           | 13.300  | 14.400             | 13.350           | 13.250     | 65.800 |       |
| 24                | BOL Marco Riveros         | 11.550 | 4.150            | 9.750   | 12.550             | 12.100           | 10.250     | 60.350 |       |